# Pietro Francisci
Pietro Francisci (Roma, 9 de setembre de 1906 - 1 de març de 1977) va ser un director de cinema italià, més conegut per dirigir la pel·lícula Le fatiche di Ercole (1958), inspirada en el cinema històric d'aventures, molt popular en els anys 60. La seva carrera va canviar radicalment amb la direcció de la pel·lícula de ciència-ficció 2+5 missione Hydra.

## Biografia
Llicenciat en Dret, a la fi dels anys trenta va realitzar una sèrie de documentals i, a vegades, curtmetratges, que li van valer premis internacionals.
Va passar al cinema i a partir dels anys cinquanta es va dedicar a iniciatives més comercials, per exemple, la continuació del llavors reeixit cicle basat en personatges històrics llegendaris, en particular aquells amb una força increïble: Maciste, Hèrcules, Ursus i altres.

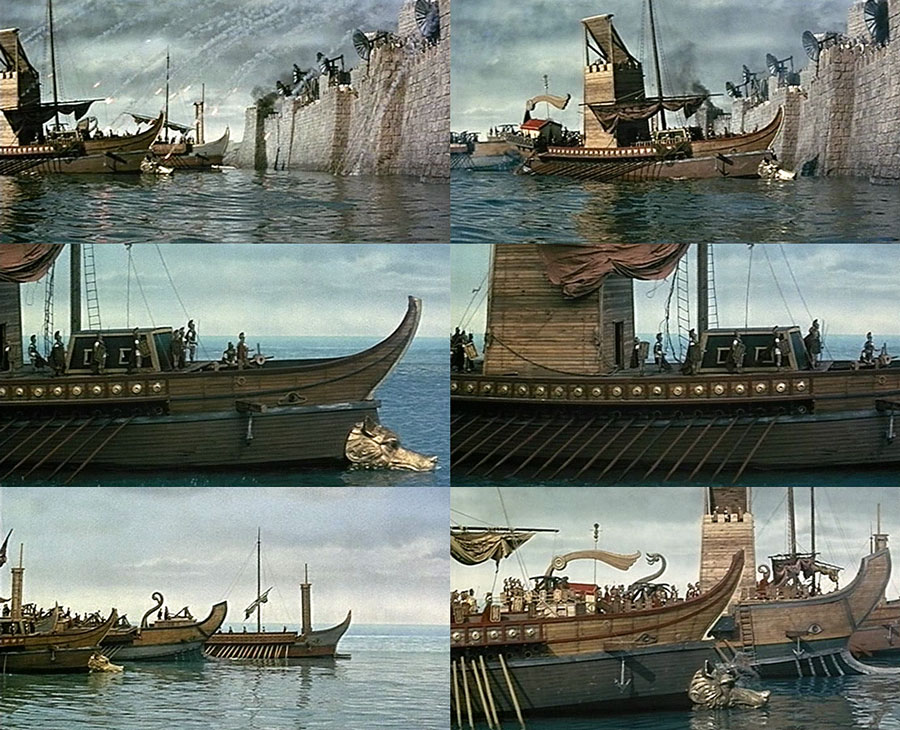
Imatges de L'assedio di Siracusa (1960).

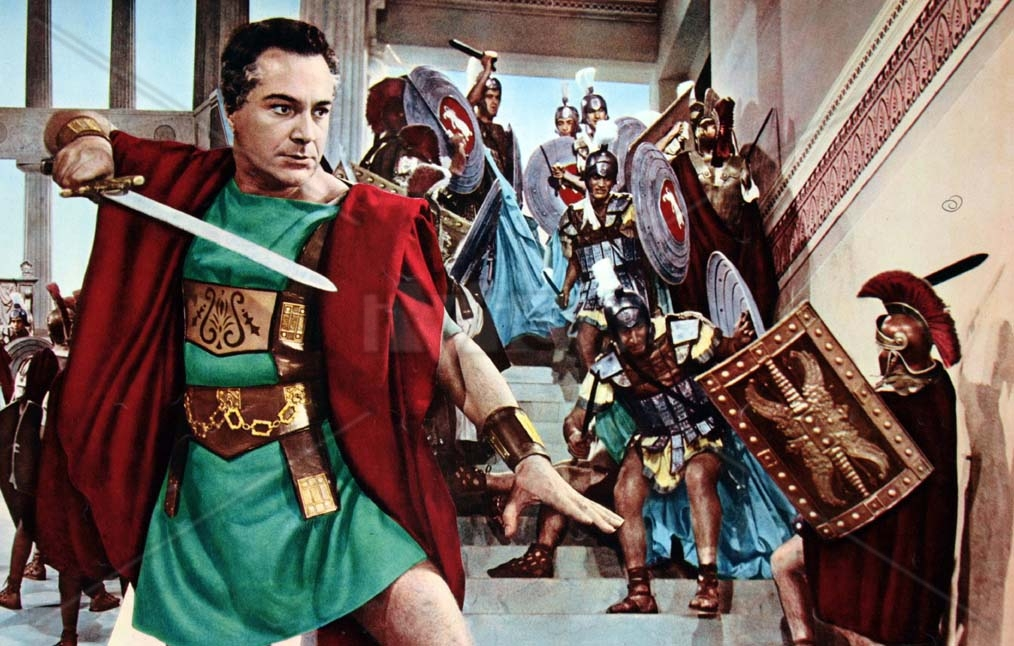
Rossano Brazzi a L'assedio di Siracusa.

## Filmografia

### Director
- Rapsodia in Roma (1934)
- La mia vita sei tu (1935)
- Edizione straordinaria (1941) documental
- Il cinema delle meraviglie (1945), episodi Ritmi nuovi e Sui pattini a rotelle
- Io t'ho incontrata a Napoli (1946)
- Natale al campo 119 (1948)
- Antonio di Padova (1949)
- Il leone di Amalfi (1950)
- Le meravigliose avventure di Guerrin Meschino (1951)
- La regina di Saba (1952)
- Àtila, home o dimoni (1954)
- Orlando e i paladini di Francia (1956)
- Le fatiche di Ercole (1958)
- Ercole e la regina di Lidia (1959)
- Saffo, venere di Lesbo (1960)
- L'assedio di Siracusa (1960)
- Ercole sfida Sansone (1963)
- 2+5 missione Hydra (1966)
- Simbad e il califfo di Bagdad (1973)

### Guionista
- La mia vita sei tu (1934)
- Natale al campo 119 (1948)
- Antonio di Padova (1949)
- Il leone di Amalfi (1950)
- La regina di Saba (1952)
- Le fatiche di Ercole (1958)
- Ercole e la regina di Lidia (1959)
- Saffo, venere di Lesbo (1960)
- L'assedio di Siracusa (1960)
- Ercole sfida Sansone (1963)
- 2+5 missione Hydra (1966)
- Simbad e il califfo di Bagdad (1973)